# Bernhard Bügelmayer

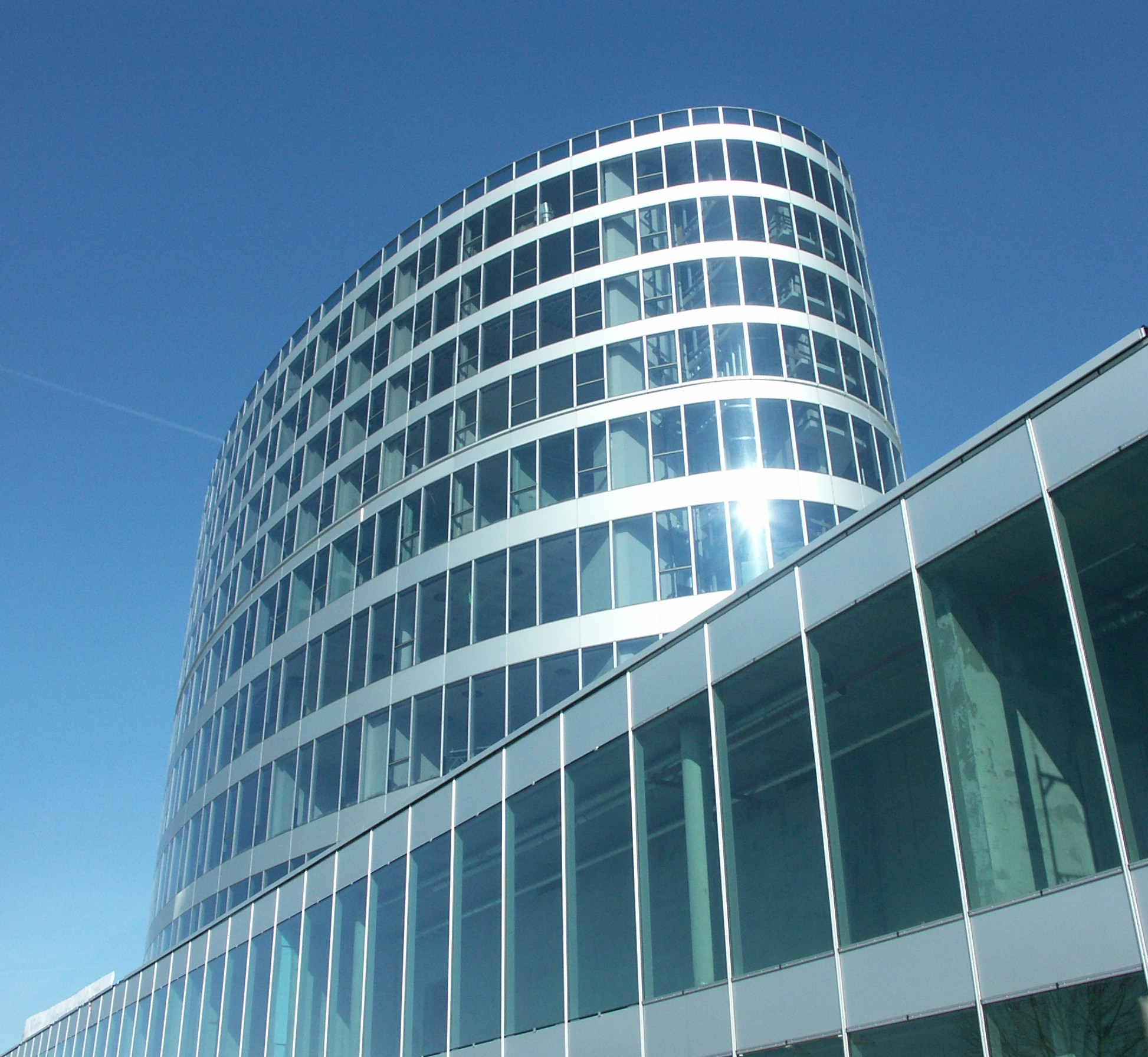
Panoramahaus in Dornbirn

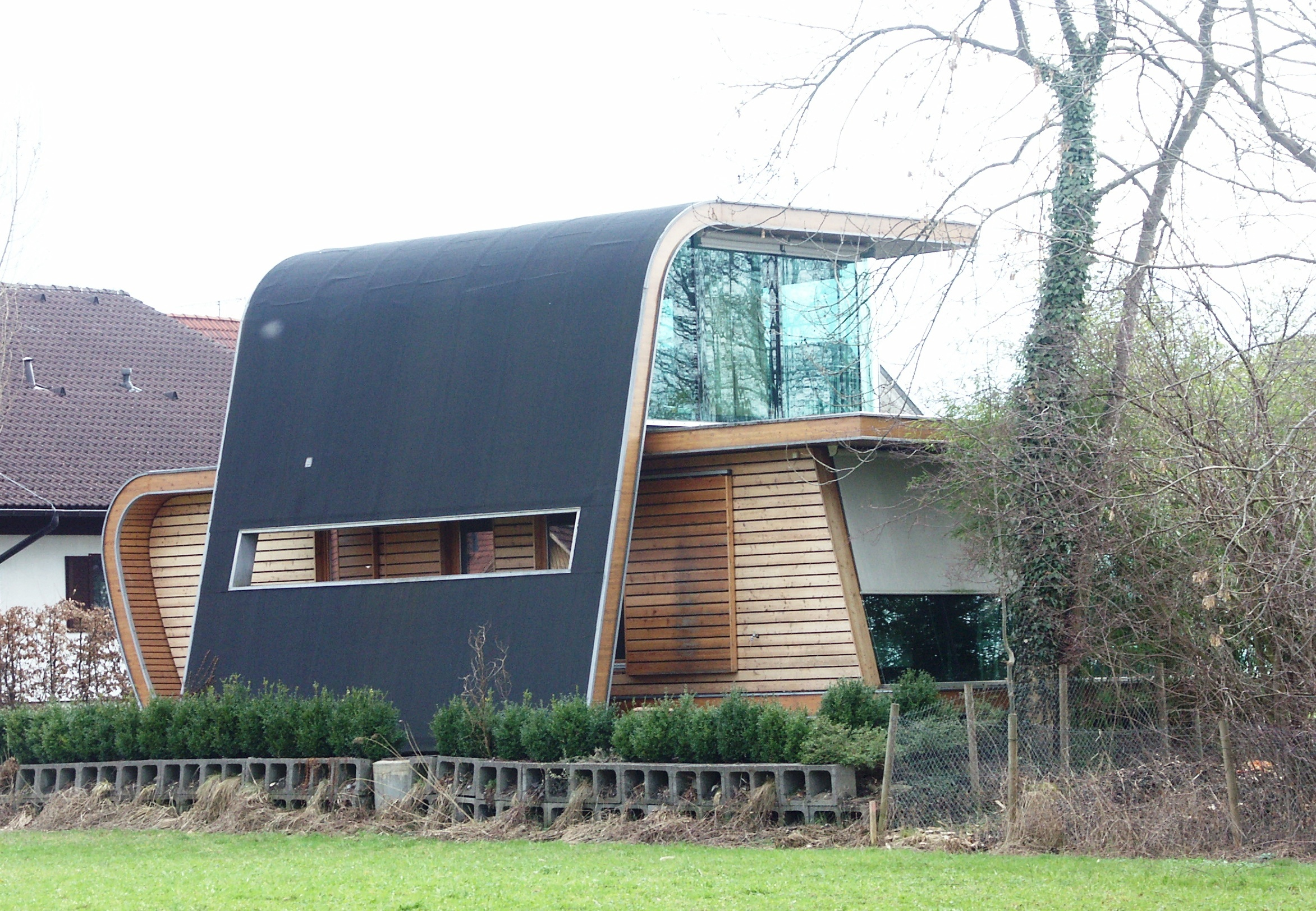
Wohnhaus Bernhard Bügelmayers in Dornbirn

Bernhard Bügelmayer (* 1955 in Innsbruck) ist ein österreichischer Architekt.
Bernhard Bügelmayer wuchs in Wien und Mödling auf und studierte Architektur an den Technischen Universitäten in Wien und Innsbruck.
Nach dem Studium arbeitete er einige Jahre in Wien. Seit 1992 ist er zunehmend in Vorarlberg tätig.
Heute lebt Bügelmayer in Dornbirn. Von hier aus werden Projekte in verschiedenen österreichischen Bundesländern und im Ausland (Ungarn, Tschechien, Slowenien, Italien, Kroatien, Deutschland, Schweiz) bearbeitet und durchgeführt.
Bernhard Bügelmayer ist Mitglied des Austrian Shopping Center Councils.
Einer der Büroschwerpunkte sind Bauten für den Handel. Daneben beschäftigt sich Bügelmayer mit Shopkonzepten und Shopeinrichtungen für den Handel und die Gastronomie (z. B. Interspar) sowie mit Verkehrsplanungen.

## Objekte/Auswahl
- Europark in Salzburg
- Messepark in Dornbirn
- Panoramahaus in Dornbirn (2002–2005)
- PlusCity in Pasching
- CYTA in Völs
- Haus Dr. Keckeis, in Bregenz